# Grallenia lipi
Grallenia lipi é uma espécie de peixe da família Gobiidae e da ordem Perciformes.

## Morfologia
- Os machos podem atingir 1,6 cm de comprimento total e as fêmeas 1,88.[4][5]

## Habitat
É um peixe marítimo, de clima tropical e demersal.

## Distribuição geográfica
É encontrado no Oceano Pacífico ocidental: Indonésia.

## Observações
É inofensivo para os humanos.